# District de Leh
Le district de Leh (Hindi : लेह ज़िला, translit. iso : lēha zilā) est un district du territoire du Ladakh en Inde. Sa capitale est Leh. Il est le second plus grand district de l'Inde après le district de Kutch, dans l'État du Gujarat.

## Géographie
Au Nord, une courte frontière avec la Chine par le col du Karakoram, situé à 5 540 mètres d'altitude, donne sur la Région autonome du Xinjiang. Elle est bordée à l'Est par l'Aksai Chin, région disputée par la Chine et l'Inde et administrée par la Chine au sein du Xian de Hotan, préfecture de Hotan, également dans le Xinjiang. Au Sud enfin, une courte partie de la frontière indo-chinoise mène à la Région autonome du Tibet.

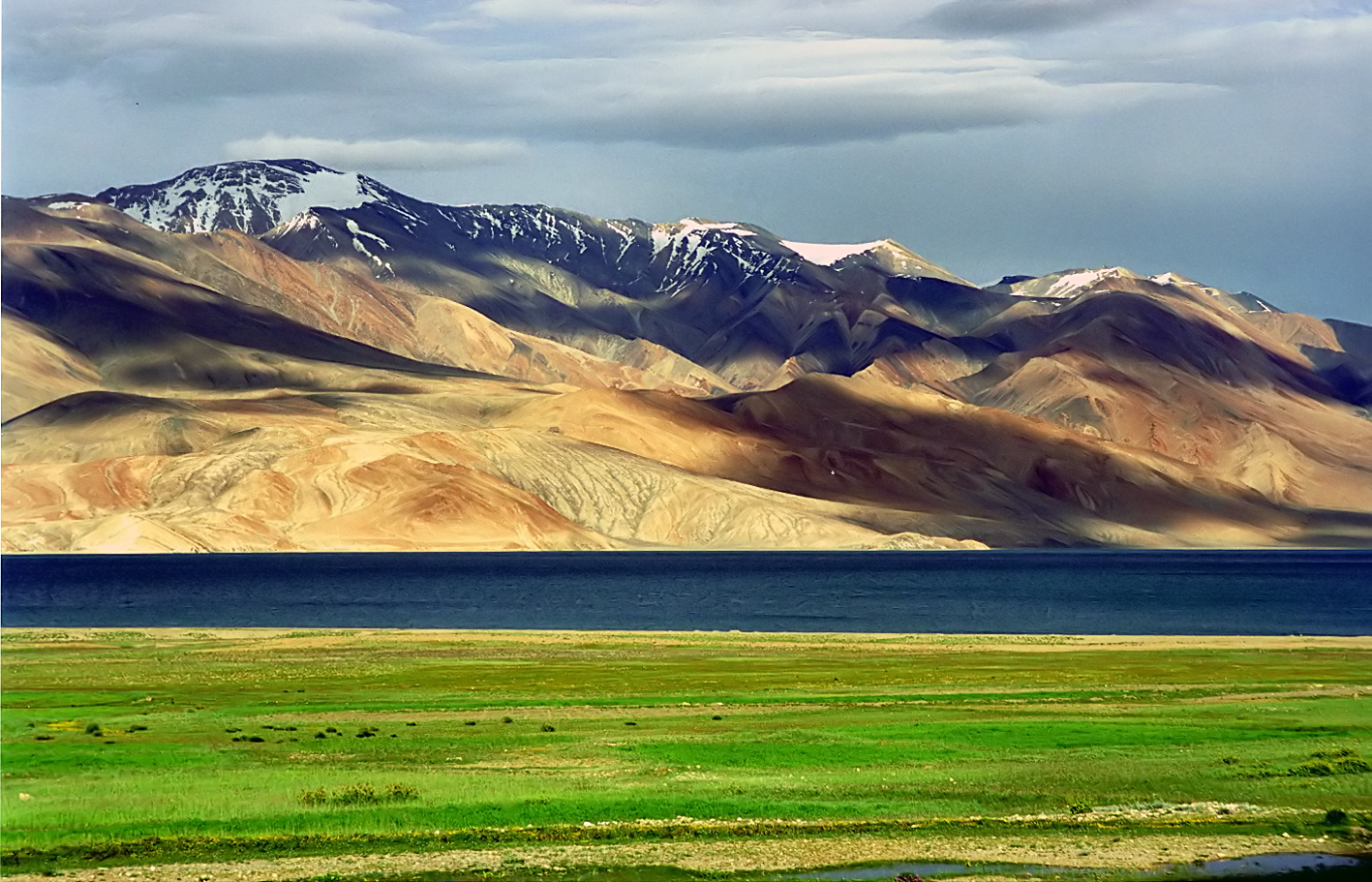
lac Tsomoriri

Le district s'élève à des altitudes de 2 900 à 5 900 mètres et comporte les chaînes de montagne de Kharakuram, Ladakh et Zangskar. On y trouve également trois lacs, le Tsokar, le Pangong et le Tsomoriri, ainsi que trois cours d'eau, l'Indus, la Shyok et le Zanskar.

### Administration
Leh est divisé en trois tehsils et neuf blocs de développement communautaire. Les neuf blocs sont : Durbuk, Khalsi, Saspol, Kharu, Leh, Chuchot, Nobra, Panamik et Nyoma.

## Population
Il y a un ratio de 690 femmes pour 1000 hommes, ce qui est très inférieur à la moyenne indienne de 940 pour 1000 et aux statistiques de 2001 établissant à 823 pour 1000.
34,21 % de la population vit dans des zones urbaines avec un rapport de 30 560 hommes et 15 111 femmes, soit un rapport encore plus fort de 494 pour 1000, tandis que dans les zones rurales, le rapport est de 814 femmes pour 1000.

### Religion
Selon le recensement de 2011, dans ce district la répartition religieuse est la suivante :
| Religion      | population | pourcentage |
| ------------- | ---------- | ----------- |
| Bouddhisme    | 88 635     | 66,40       |
| Hindouisme    | 22 882     | 17,14       |
| Islam         | 19 057     | 14,28       |
| Sikhisme      | 1 092      | 0,82        |
| Non décomptés | 1 006      | 0.75        |
| Christianisme | 658        | 0,49        |
| Jaïnisme      | 103        | 0,08        |
| Autres        | 54         | 0.04        |

## Cuisine
La cuisine du district de Leh est influencée par la cuisine tibétaine, aussi y trouve-t-on des momos (version tibétaine des jiaozi, raviolis originaires de la province du Shandong), des Thukpa et Thenthuk (deux sortes de soupes de nouilles).
Parmi les plats plus traditionnellement ladakhi, on peut citer :
- Le skyu, fait de petites boulettes de farine accompagnés de différents légumes et viande ;
- Le paba et le tangtur des mélanges végétariens fait de farine, de pois et d'autres ingrédients ;
- Le khambir (sorte de pain), accompagné de thé au beurre pour le petit déjeuner ;
- La Chang, une bière de millet, commun aux Ladakhis et Tibétains.